# Stadshusbron
Stadshusbron (en français : pont de l'Hôtel de Ville), anciennement connu sous le nom de Nya Kungsholmsbron est un pont du centre de Stockholm en Suède.

## Situation
Le pont de l'hôtel de ville  est un pont  qui relie les quartiers de Norrmalm et de Kungsholmen à la hauteur de l'hôtel de ville de Stockholm.
À l'ouest, à Kungsholmen, il est relié à Hantverkargatan et à l'est, à Norrmalm, il est relié  a Tegelbacken. Il traverse le canal de Karlberg.
Le pont de l'hôtel de ville forme la frontière entre le lac Mälar et le Klara sjö.
Le pont actuel a été construit dans le cadre de la construction de l'Hôtel de Ville entre 1917 et 1919. En avril 2012, la partie centrale de ce pont a été remplacée par une nouvelle structure en acier car sa durée de vie technique avait été atteinte.
Il s'agit du sixième pont à cet endroit depuis le XVIIème siècle, reliant Norrmalm à Kungsholmen.
Le pont actuel est un pont en béton de 19 mètres de large et d'environ 85 mètres de long, revêtu de pierre naturelle.
Il présente une hauteur libre de 3,3 mètres.
Le pont a été conçu par le bureau de construction de la ville de Stockholm avec la participation de l'architecte de l'hôtel de ville Ragnar Östberg.
La fabrication a été réalisée par Gutehoffnungshütte de Duisbourg en Allemagne, et Luth & Rosén à Stockholm.
La partie centrale est constituée d'un pont en arc bas en acier qui était à l'origine également un pont basculant ouvrable.
La fonction d'ouverture du pont a été gardée jusqu'en 1949, date à laquelle il a été à nouveau fermé.
Un nouveau pont en acier a été commandé en Pologne et transporté de Gdynia par cargo jusqu'à Södertälje, puis par barge et remorqueur via le canal de Södertälje et le lac Mälar jusqu'à Riddarfjärden à Stockholm.
La section du pont a été temporairement stockée sur le quai de Norr Mälarstrand. Durant le week-end de Pâques 2012, la nouvelle structure en acier de 220 tonnes a été mise en place par la grue Lodbrok (la capacité de levage maximale de Lodbrok est de 260 tonnes).
Cela a donné à Stockholm son sixième pont de l'Hôtel de Ville.
La durée de vie du pont est estimée à environ 120 ans.

## Galerie

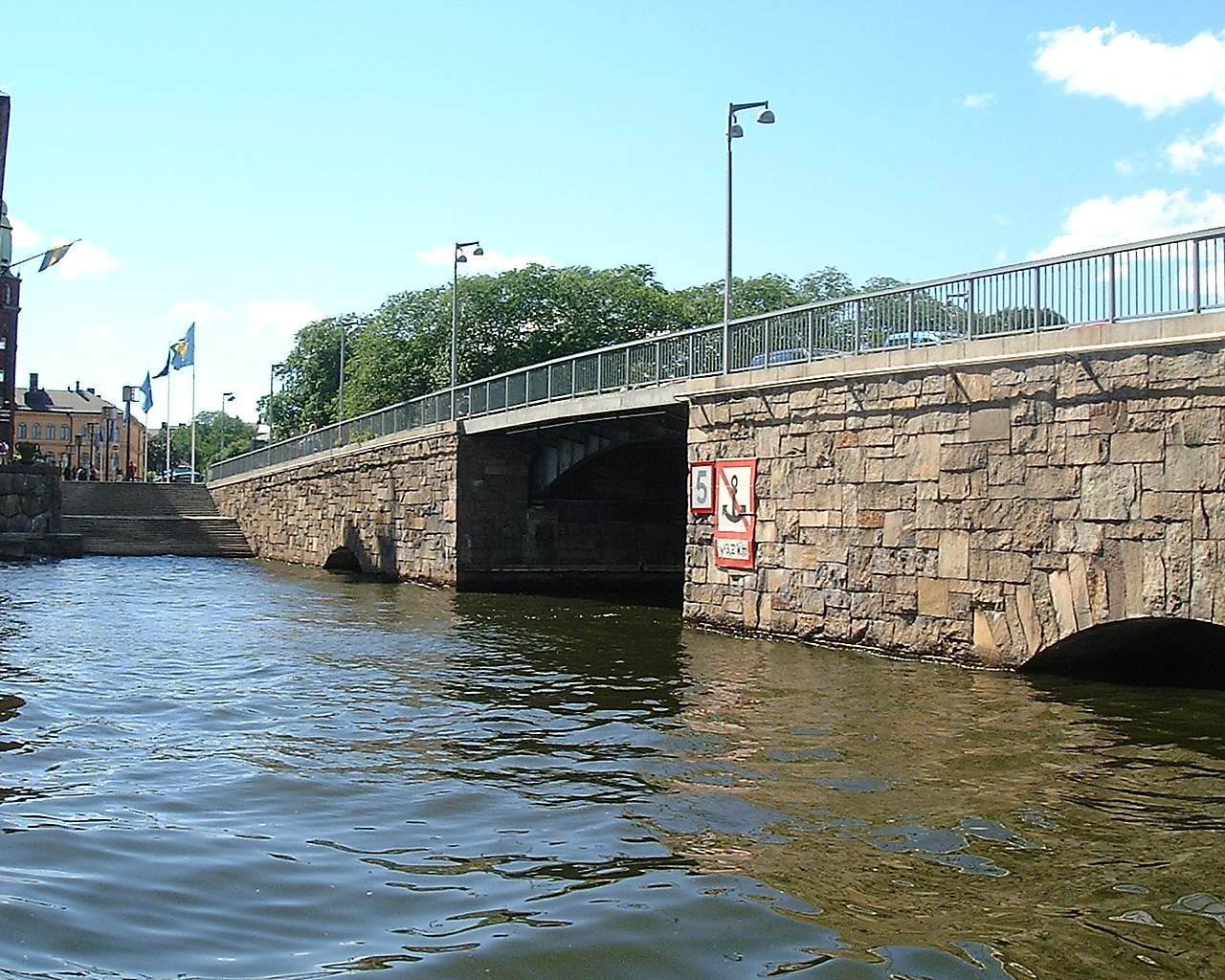
Le pont en 2007.
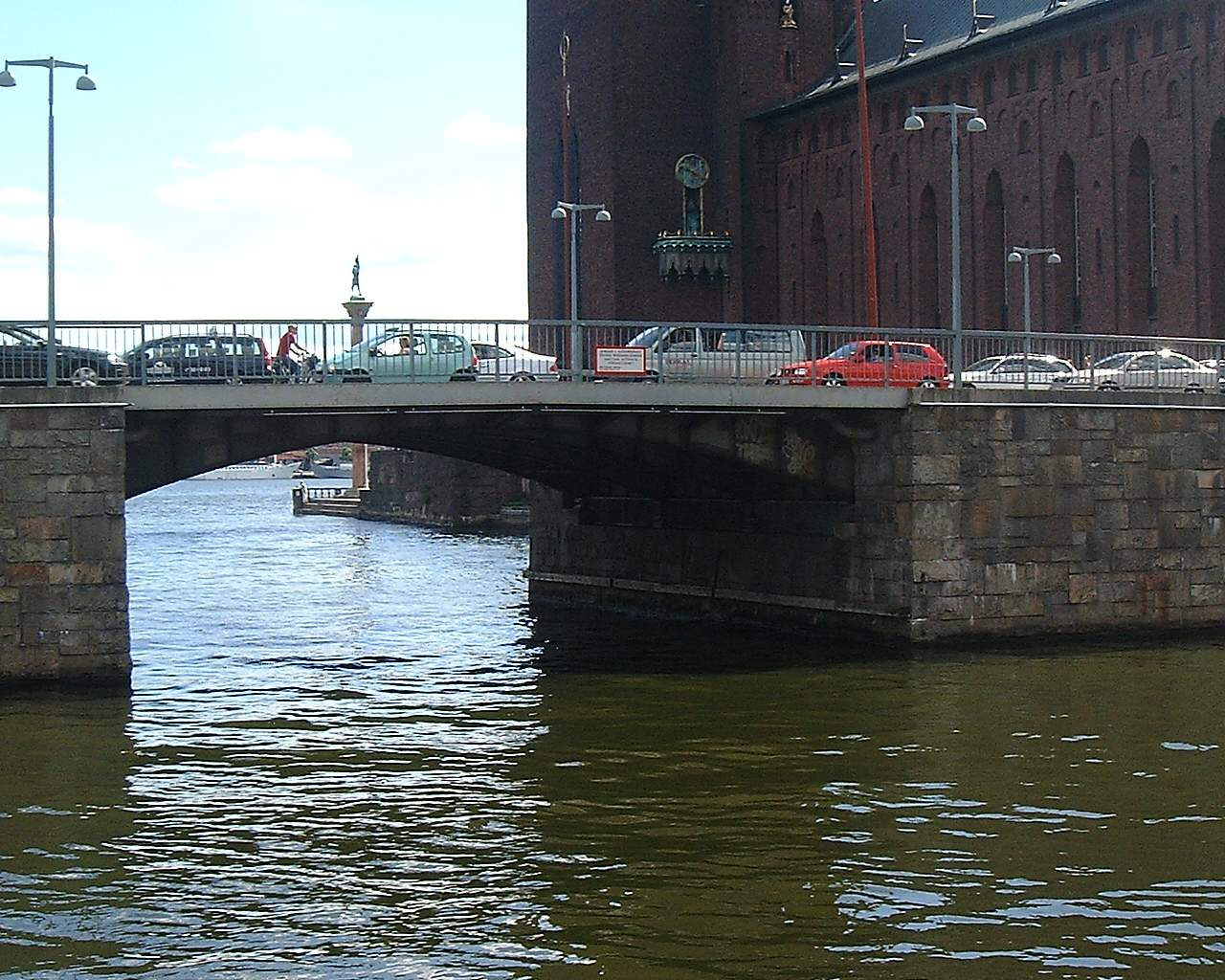
Le pont en 2007.
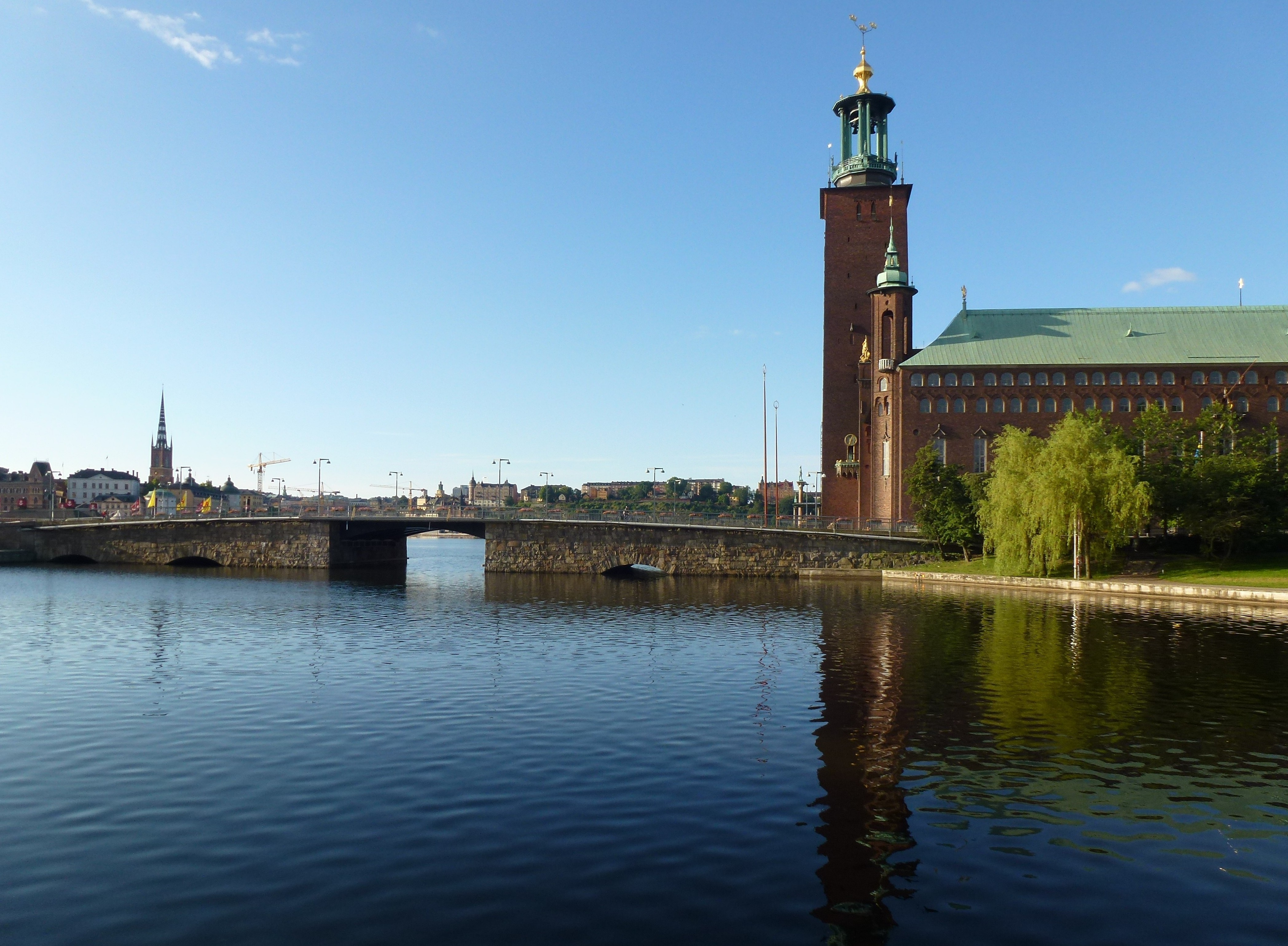
Le pont en 2012.
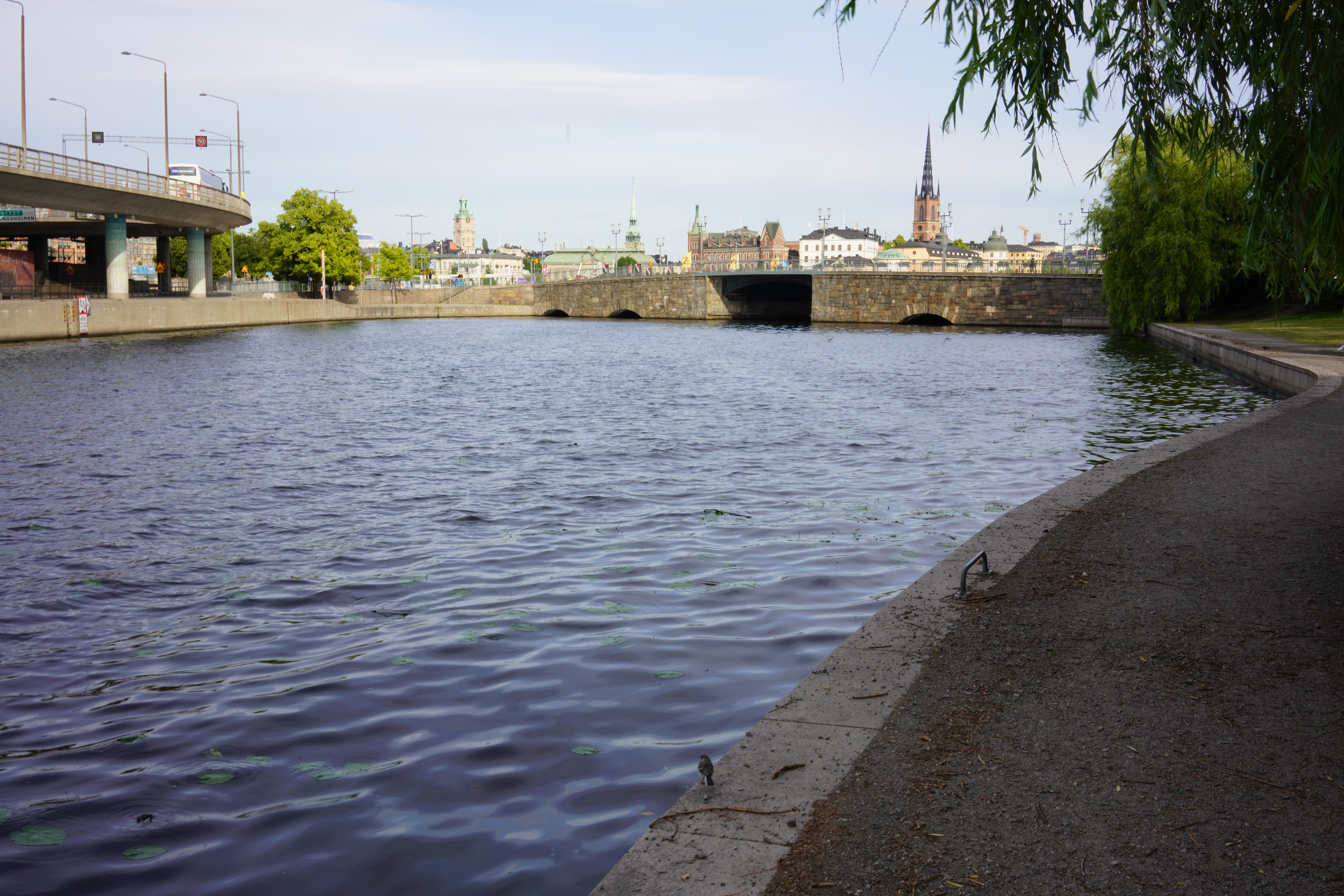
Le pont en 2018.